# アンブロ
アンブロ（UMBRO）は、イギリスのサッカー及びラグビー用品のブランドである。

## 概説
1924年、イギリスのウィルムスロウという街にハロルド・C・ハンフリーズとウォーレス・ハンフリーズ兄弟が「ハンフリーブラザーズ・カンパニー」を設立。「アンブロ」というブランドは、社名のHumphrey (`Umphrey) Brothersからもじって命名した。後にイギリス各地のサッカークラブやイングランド代表チームのユニフォームやサッカー用品の御用達ブランドとなり、その後も世界各国でも愛用されるようになった。
2007年、世界のメジャースポーツ用品メーカーであるナイキに買収されたが、その後の世界的不況もあってナイキは経営資源の見直しを決断。2012年10月、アメリカのイコニックス・ブランド・グループに売却すると発表した。

## 日本における事業
日本では1998年にデサントが日本における商標使用権を取得し、Jリーグの一部クラブにユニフォームを供給しているほか、日本フットボールリーグのスポンサードも行っていた。
この関係は日本でも自社で事業展開するナイキの買収後も変わらなかったが、ナイキの売却時期が日本ではJリーグクラブライセンス制度の本格実施と重なったこともあり、売却に伴い契約条件の見直しが行われた模様で、一部クラブが契約打ち切りに追い込まれた。
ガンバ大阪コーチの遠藤保仁が現役時代からスパイク（シューズ）を愛用しているほか、鹿島アントラーズの柴崎岳、サンフレッチェ広島F.Cの大橋祐紀、京都サンガF.C.の福岡慎平が使用している。2014 FIFAワールドカップでは、桜島をモチーフにしたデザインを使用した。また、漫画『エリアの騎士』の主人公・逢沢駆と2014年に契約している。

## サプライ契約チーム

### 現在（サッカー）
2024年4月現在
- SC相模原…2024年
- ギラヴァンツ北九州…2024年
- Honda FC
- ラインメール青森...2018年〜
- サントスFC
- シャペコエンセ
- フルミネンセFC
- グレミオFBPA
- スポルチ・レシフェ
- ウェストハム・ユナイテッドFC
- ブレントフォードFC
- AFCボーンマス
- ヴェルダー・ブレーメン
- エルサルバドル代表
- グアテマラ代表
- ウイニングイレブン

### 過去
- 柏レイソル...1997年〜2010年
- ガンバ大阪...2003年〜2022年[5]
- FC東京...2015年[6]〜2020年[7]
- V・ファーレン長崎...2020年〜2023年[8]
- 府中アスレティックFC...2013年〜2020年